# درک میرس
درک میرس (انگلیسی: Derek Mears؛ زادهٔ ۲۹ آوریل ۱۹۷۲) هنرپیشه اهل ایالات متحده آمریکا است. وی از سال ۱۹۹۵ میلادی تاکنون مشغول فعالیت بوده‌است.
از فیلم‌هایی که وی در آن نقش داشته‌است، می‌توان به زاتورا: یک ماجرای فضایی، غارتگران، هانسل و گرتل: شکارچیان جادوگر، پرسی جکسون و المپ‌نشینان: دریای هیولاها و نفرین‌شده اشاره کرد.